# Iňačovce
Iňačovce és un poble i municipi d'Eslovàquia. Es troba a la regió de Košice, a l'est del país. El 2017 tenia 763 habitants.

## Història
La primera referència escrita de la vila data del 1417.

## Demografia
| Godina             | 1994 | 2004    | 2014    | 2024    |
| ------------------ | ---- | ------- | ------- | ------- |
| Nombre de persones | 570  | 630     | 759     | 909     |
| Diferència         |      | +10,52% | +20,47% | +19,76% |

| Godina             | 2023 | 2024   |
| ------------------ | ---- | ------ |
| Nombre de persones | 896  | 909    |
| Diferència         |      | +1,45% |